# Vocontier
Die Vocontier (lateinisch Vocontii) waren ein gallischer Stamm, der nach Mitteilung antiker Autoren im Gebiet zwischen der Rhone, der Isère, den Alpen und der Durance siedelte. Die Nachbarn der Vocontier waren die Allobroger im Norden und die Salluvier im Süden.
Als nördliche Hauptstadt des Volksstammes der Vocontier wird Dea Augusta Vocontiorium (Die, Département Drôme, früher: Dye) genannt. Der Ortsname wird von der gallisch-römischen Göttin Dea Andarta abgeleitet, die hier verehrt wurde. Der zweite Hauptort war Vasio (Vaison-la-Romaine, Département Vaucluse).
In den Jahren nach 125/124 v. Chr. wurden die Vocontier von den Römern unterworfen. Die Konsuln Marcus Fulvius Flaccus und Gaius Sextius Calvinus schlugen die Vocontier, Salluvier und  Ligurer und begründeten damit die römische Provinz Gallia Narbonensis, deren Name in der heutigen französischen Provence weiterlebt (nach dem vollständigen römischen Namen Provincia Gallia Narbonensis).
Nach Strabons Geographie erhielten sie nach ihrer Anpassung an römische Kultur und Lebensart (Pax Romana) eine gewisse Autonomie.

## Römische Auxiliareinheiten
In der frühen Kaiserzeit wurden die folgenden Auxiliareinheiten auf dem Gebiet der Vocontier rekrutiert:
- Ala Vocontiorum (Aegyptus)
- Ala Augusta Vocontiorum